# Емил Шампион
?
Емил Шампион (фр. Émile Julien Champion; Париз 7. август 1879 — ?) је некадашњи француски атлетичар, чија је специјалност било трчање на дуге стазе, учесник Летњих олимпијским игара 1900. одржаним у Паризу.
На Играма је учествовао у маратонској трци и резултатом 3:04:17,0 сата освојио је сребрну медаљу иза земљака Мишела Театоа који је трчао 2:59:45.